# Jared McCain
Pour les articles homonymes, voir Jared et McCain.
Jared McCain, né le  20 février 2004 à Sacramento en Californie, est un joueur américain de basket-ball évoluant au poste d'arrière et mesurant 1,88 m.

## Biographie

### Carrière universitaire
Entre 2023 et 2024, il joue pour les Blue Devils de Duke à l'université Duke.
Le 12 avril 2024, il annonce qu'il se présente à la draft 2024 de la NBA.
Le 26 juin 2024, McCain est drafté par les 76ers de Philadelphie à la 16e position de la draft NBA 2024.

### Carrière professionnelle
McCain réussit un très bon début de saison rookie et compte parmi les favoris pour le titre de NBA Rookie of the Year. Néanmoins, il se déchire le disque articulaire du genou gauche en décembre 2024 et se fait opérer, ce qui l'empêche de rejouer pour la saison 2024-2025.

## Palmarès

### Universitaire
- ACC All-Rookie team (2024)
- McDonald's All-American (2023)
- Jordan Brand Classic (2023)
- Nike Hoop Summit (2023)
- California Mr. Basketball (2023)

## Statistiques

### Universitaires
| Saison    | Équipe   | Matchs | Titul. | Min./m | % Tir | % 3pts | % LF | Rbds/m. | Pass/m. | Int/m. | Ctr/m. | Pts/m. |
| --------- | -------- | ------ | ------ | ------ | ----- | ------ | ---- | ------- | ------- | ------ | ------ | ------ |
| 2023-2024 | Duke     | 36     | 36     | 31,6   | 46,2  | 41,4   | 88,5 | 5,03    | 1,89    | 1,06   | 0,06   | 14,28  |
| Carrière  | Carrière | 36     | 36     | 31,6   | 46,2  | 41,4   | 88,5 | 5,03    | 1,89    | 1,06   | 0,06   | 14,28  |

### Professionnelles

#### Saison régulière
| Saison    | Équipe       | Matchs | Titul. | Min./m | % Tir | % 3pts | % LF | Rbds/m. | Pass/m. | Int/m. | Ctr/m. | Pts/m. |
| --------- | ------------ | ------ | ------ | ------ | ----- | ------ | ---- | ------- | ------- | ------ | ------ | ------ |
| 2024-2025 | Philadelphie | 23     | 8      | 25,7   | 46,0  | 38,3   | 87,5 | 2,40    | 2,60    | 0,70   | 0,00   | 15,30  |
| Carrière  | Carrière     | 23     | 8      | 25,7   | 46,0  | 38,3   | 87,5 | 2,40    | 2,60    | 0,70   | 0,00   | 15,30  |

## Records sur une rencontre en NBA
Les records personnels de Jared McCain en NBA sont les suivants, :
| Type de statistique        | Saison régulière | Saison régulière       | Saison régulière | Playoffs | Playoffs   | Playoffs |
| Type de statistique        | Record           | Adversaire             | Date             | Record   | Adversaire | Date     |
| -------------------------- | ---------------- | ---------------------- | ---------------- | -------- | ---------- | -------- |
| Points                     | 34               | Cavaliers de Cleveland | 13 novembre 2024 | -        | -          | -        |
| Paniers marqués            | 12               | Cavaliers de Cleveland | 13 novembre 2024 | -        | -          | -        |
| Paniers tentés             | 26               | Cavaliers de Cleveland | 13 novembre 2024 | -        | -          | -        |
| Paniers à 3 points réussis | 6                | 2 fois                 | 2 fois           | -        | -          | -        |
| Paniers à 3 points tentés  | 13               | Cavaliers de Cleveland | 13 novembre 2024 | -        | -          | -        |
| Lancers francs réussis     | 6                | Cavaliers de Cleveland | 30 octobre 2024  | -        | -          | -        |
| Lancers francs tentés      | 6                | Cavaliers de Cleveland | 30 octobre 2024  | -        | -          | -        |
| Rebonds offensifs          | 2                | Nets de Brooklyn       | 22 novembre 2024 | -        | -          | -        |
| Rebonds défensifs          | 3                | 3 fois                 | 3 fois           | -        | -          | -        |
| Rebonds totaux             | 5                | Nets de Brooklyn       | 22 novembre 2024 | -        | -          | -        |
| Passes décisives           | 10               | Cavaliers de Cleveland | 13 novembre 2024 | -        | -          | -        |
| Interceptions              | 2                | 2 fois                 | 2 fois           | -        | -          | -        |
| Contres                    | 2                | 4 fois                 | 4 fois           | -        | -          | -        |
| Balles perdues             | 3                | 2 fois                 | 2 fois           | -        | -          | -        |
| Minutes jouées             | 38               | 2 fois                 | 2 fois           | -        | -          | -        |

- Double-double : 1
- Triple-double : 0

Dernière mise à jour : 13 novembre 2024